# 伊恩·赖特 (赛艇运动员)
伊恩·赖特（英語：Ian Wright，1961年12月9日—），新西兰男子赛艇运动员。他曾代表新西兰参加1988年、1992年和1996年夏季奥林匹克运动会赛艇比赛，其中1988年奥运会获得一枚铜牌。